# Phyllostachys heteroclada
El bambú Phyllostachys heteroclada, o Phyllostachys assanica, o Phyllostachys bawa, Phyllostachys manii o Phyllostachys decora és originari del Tibet. És dels pocs bambús que sobreviuen en terrenys amb drenatge deficient.